# Comuna Socodor, Arad
Socodor (în maghiară: Székudvar) este o comună în județul Arad, Crișana, România, formată numai din satul de reședință cu același nume.

## Demografie
Componența etnică a comunei Socodor
     Români (89,68%)
     Romi (7,08%)
     Maghiari (1,29%)
     Alte etnii (0,47%)
     Necunoscută (1,47%)
Componența confesională a comunei Socodor
     Ortodocși (88,35%)
     Adventiști (3,45%)
     Penticostali (2,29%)
     Romano-catolici (2,24%)
     Alte religii (1,77%)
     Necunoscută (1,9%)
Conform recensământului efectuat în 2021, populația comunei Socodor se ridică la 2.317 locuitori, în scădere față de recensământul anterior din 2011, când fuseseră înregistrați 2.367 de locuitori. Majoritatea locuitorilor sunt români (89,68%), cu minorități de romi (7,08%) și maghiari (1,29%), iar pentru 1,47% nu se cunoaște apartenența etnică. Din punct de vedere confesional, majoritatea locuitorilor sunt ortodocși (88,35%), cu minorități de adventiști (3,45%), penticostali (2,29%) și romano-catolici (2,24%), iar pentru 1,9% nu se cunoaște apartenența confesională.

## Politică și administrație
Comuna Socodor este administrată de un primar și un consiliu local compus din 11 consilieri. Primarul, Ioan Dimitrie Jura[*], de la Partidul Național Liberal, este în funcție din 2000. Începând cu alegerile locale din 2024, consiliul local are următoarea componență pe partide politice:
|  | Partid                          | Consilieri | Componența Consiliului | Componența Consiliului | Componența Consiliului | Componența Consiliului | Componența Consiliului | Componența Consiliului | Componența Consiliului | Componența Consiliului |
|  | ------------------------------- | ---------- | ---------------------- | ---------------------- | ---------------------- | ---------------------- | ---------------------- | ---------------------- | ---------------------- | ---------------------- |
|  | Partidul Național Liberal       | 8          |                        |                        |                        |                        |                        |                        |                        |                        |
|  | Partidul Social Democrat        | 2          |                        |                        |                        |                        |                        |                        |                        |                        |
|  | Alianța pentru Unirea Românilor | 1          |                        |                        |                        |                        |                        |                        |                        |                        |

## Atracții turistice
- Biserica "Buna Vestire" din satul Socodor, construită în anul 1768
- Rezervația naturală de soluri sărăturate (95 ha.)
- Câmpia Crișului Alb și Crișului Negru (arie de protecție specială avifaunistică)
- Terenuri de vânătoare

## Personalități născute aici
- Iustin Marșieu (1879 - 1955), om politic;
- Petru Buzgău (1918 - 1999), pictor și grafician;
- Gheorghe Adoc (n. 1926), pictor, sculptor.